# Housesitter
Housesitter (bra: Como Agarrar um Marido) é um filme estadunidense de 1992 de gênero comédia romântica estrelado por Steve Martin e Goldie Hawn, escrito por Mark Stein com direção de Frank Oz. A premissa envolve uma mulher com tendências de vigarista que abre caminho para a vida de um arquiteto reservado, alegando ser sua esposa.

## Enredo
Newton Davis (Steve Martin) é um arquiteto que constrói a casa de seus sonhos, para pedir sua namorada de longos tempos, Becky (Dana Delany), em casamento, mas ela se recusa a casar com ele. Newton Davis é incapaz de ir viver na casa, e a deixa abandonada com uma dívida que ele não pode pagar.
Depois de algum tempo, Newton conhece uma garçonete chamada Gwen Phillips (Goldie Hawn) em um restaurante húngaro. Pensando que ela não sabe falar Inglês, ele conta toda sua história triste, de como foi abandonado por Becky e, de como abandonou a casa. Depois que o restaurante fecha, Newton descobre que Gwen fingia ser húngara. Eles acabam passando a noite juntos.
Na manhã seguinte, Gwen pensa que Newton a abandonou no meio da noite. Ele acidentalmente deixa um desenho da casa que ele construiu para Becky. Encantada com o desenho, Gwen decide encontrar a casa.
Quando vai fazer compras, Gwen vai à loja de conveniência da cidade, onde pede para deixar a conta em nome de "Newton Davis". Quando questionado sobre a conta estar em nome dele, Gwen diz que é esposa dele.
Gwen encontra Becky, e inventa uma longa história romântica sobre como Newton Davis e ela se conheceram e se apaixonaram, que impressiona Becky. Gwen também conhece os pais de Newton, que estão de coração partido ao saber que Newton se "casou" sem lhes contar, mas Gwen consegue acalmá-los com seu charme.
Um dia, Newton viaja para sua cidade natal e se choca ao ver que sua casa está habitada. Quando ele descobre que Gwen é quem mora ali, ele fica furrioso, mas ele logo vê o potencial na histórias que Gwen inventou. Gwen começa a criar oportunidades para Newton consertar seu relacionamento com seus pais, ajudar com sua carreira e fazer ciúmes em Becky. Newton e Gwen chegam a um acordo em que Gwen ajudará Newton a voltar com Becky Newton, e em troca ela ficaria com os móveis da casa.
Com o passar do tempo, Newton começa a confiar em Gwen. Gwen começa a sentir-se ligada a sua vida  de "casada" com Newton.

## Elenco
- Steve Martin como Newton Davis
- Goldie Hawn como Gwen Duncle/Buckley/Phillips
- Dana Delany como Becky Metcalf
- Julie Harris como Edna Davis
- Donald Moffat como George Davis
- Peter MacNicol como Marty
- Richard B. Shull como Ralph / Bernie Duncle
- Ken Cheeseman como Harv
- Laurel Cronin como Mary / Mary Duncle
- Roy Cooper como Winston Moseby
- Christopher Durang como Reverendo Lipton

## Produção
De acordo com o Rotten Tomatoes, a casa apresentada no filme foi projetada pelos arquitetos de Nova York Trumbull & Associates. A tese de mestrado de Christopher Lukenbeal em 1995, A Geography in Film, A Geography of Film cita Debra Wassman, de Trumbull: "a casa é a verdadeira estrela do filme". A casa de três quartos e 1,800 metros quadrados e três quartos ganhou o House Beautiful/American Wood Council Award de Melhor Casa Pequena de 1990 e as plantas estavam disponíveis para compra na Princeton Architectural Press.
O papel de Gwen Phillips foi inicialmente oferecido a Meg Ryan, que se retirou devido a diferenças criativas.

## Lançamento e recepção
Housesitter recebeu críticas mistas a negativas dos críticos, uma vez que detém uma classificação de 37% no Rotten Tomatoes com base em 19 avaliações. O renomado crítico de cinema Roger Ebert deu uma nota de três estrelas dizendo: "esta é uma das melhores performances de [Goldie Hawn]" e elogiou o timing cômico impecável dela e de Steve Martin.
O filme foi lançado nos cinemas em 12 de junho de 1992 e teve um desempenho razoável em um filme de comédia discreto. Ele ganhou US$9,106,950 em seu fim de semana de estreia e US$58,500,635 por toda a sua exibição nos cinemas, com US$94,900,635 em todo o mundo.
O filme foi lançado em DVD em 22 de julho de 1998 e, eventualmente, em Blu-ray em 16 de abril de 2019.